# Liolaemus paulinae
Espèce
Statut de conservation UICN

 CR B1ab(i,iii) : 
En danger critique
Liolaemus paulinae est une espèce de sauriens de la famille des Liolaemidae.

## Répartition
Cette espèce est endémique de la région d'Antofagasta au Chili.

## Publication originale
- Donoso-Barros, 1961 : Three new lizards of the genus Liolaemus from the highest Andes of Chile and Argentina. Copeia, vol. 1961, no 4, p. 387-391.